# Зак Хайкал
Зак Хайкал (малай. Zack Haikal, нар. 28 січня 1991, Паханг) — малайзійський футболіст, що грає на позиції півзахисника.

## Клубна кар'єра
Розпочав грати на батьківщині, у 2011 році давався в оренду в словацький клуб «ВіОн», проте через травму не зіграв жодного офіційного матчу.
2013 року відправився в клуб третього японського дивізіону «Рюкю», але в команді не закріпився і незабаром повернувся на батьківщину у клуб «Келантан». З 2017 року знову став виступати у «Фелда Юнайтед».

## Виступи за збірну
Дебютував 2012 року в офіційних матчах у складі національної збірної Малайзії. У формі головної команди країни зіграв 25 матчів.

## Статистика
| Збірна Малайзії | Збірна Малайзії | Збірна Малайзії |
| Роки            | Ігри            | голи            |
| --------------- | --------------- | --------------- |
| 2012            | 9               | 3               |
| 2013            | 1               | 0               |
| 2014            | 0               | 0               |
| 2015            | 6               | 0               |
| 2016            | 3               | 0               |
| 2017            | 6               | 0               |
| Усього          | 25              | 3               |